# Campionati mondiali di nuoto in vasca corta 2024
I campionati mondiali di nuoto in vasca corta 2024 si sono svolti dal 10 al 15 dicembre 2024 presso la Duna Arena di Budapest, in Ungheria. È stata la diciassettesima edizione della competizione organizzata dalla World Aquatics. 
La città ungherese è diventata, in tal modo, la prima ad aver ospitato almeno un'edizione dei mondiali in vasca lunga, dei mondiali in vasca corta, della Coppa del Mondo e dei mondiali giovanili.
Essendo le federazioni di Bielorussia e Russia ancora escluse in seguito all'invasione russa dell'Ucraina del 2022, gli atleti provenienti da tali nazioni hanno gareggiato rispettivamente come Neutral Athletes A e Neutral Athletes B. Inoltre, per via della sospensione - avvenuta il 22 novembre 2024 - della federazione del Messico da parte della World Aquatics, gli atleti messicani sono stati iscritti come Neutral Athletes C.

## Qualificazioni
Il periodo di qualificazione per i mondiali è stato dal 23 luglio 2023 al 17 novembre 2024.
Nella tabella che segue ci sono i tempi necessari per qualificarsi.
| Evento              | Uomini   | Donne    | Uomini   | Donne    |
|                     | "A"      | "A"      | "B"      | "B"      |
| ------------------- | -------- | -------- | -------- | -------- |
| 50 m stile libero   | 21.40    | 24.44    | 22.15    | 25.30    |
| 100 m stile libero  | 47.23    | 53.78    | 48.88    | 55.66    |
| 200 m stile libero  | 1:44.08  | 1:55.60  | 1:47.72  | 1:59.65  |
| 400 m stile libero  | 3:42.50  | 4:06.95  | 3:50.29  | 4:15.59  |
| 800 m stile libero  | 7:45.02  | 8:29.17  | 8:01.30  | 8:46.99  |
| 1500 m stile libero | 14:49.29 | 16:15.27 | 15:20.42 | 16:49.40 |
| 50 m dorso          | 23.38    | 26.54    | 24.20    | 27.47    |
| 100 m dorso         | 51.30    | 58.08    | 53.10    | 1:00.11  |
| 200 m dorso         | 1:52.66  | 2:05.54  | 1:56.60  | 2:09.93  |
| 50 m rana           | 26.57    | 30.45    | 27.50    | 31.52    |
| 100 m rana          | 57.63    | 1:05.28  | 59.65    | 1:07.56  |
| 200 m rana          | 2:06.23  | 2:23.38  | 2:10.65  | 2:28.40  |
| 50 m farfalla       | 22.53    | 25.82    | 23.32    | 26.72    |
| 100 m farfalla      | 50.57    | 57.40    | 52.34    | 59.41    |
| 200 m farfalla      | 1:53.61  | 2:08.85  | 1:57.59  | 2:13.36  |
| 100 m misti         | 52.98    | 59.65    | 54.83    | 1:01.74  |
| 200 m misti         | 1:55.25  | 2:10.16  | 1:59.28  | 2:14.72  |
| 400 m misti         | 4:09.19  | 4:37.54  | 4:17.91  | 4:47.25  |

## Medagliere
| Posiz. | Nazione            | Oro | Argento | Bronzo | Totale |
| ------ | ------------------ | --- | ------- | ------ | ------ |
| 1      | Stati Uniti        | 18  | 13      | 8      | 39     |
| 2      | Neutral Athletes B | 6   | 4       | 0      | 10     |
| 3      | Canada             | 4   | 5       | 6      | 15     |
| 4      | Cina               | 3   | 1       | 1      | 5      |
| 5      | Svizzera           | 3   | 0       | 0      | 3      |
| 6      | Australia          | 2   | 5       | 5      | 12     |
| 7      | Ungheria           | 2   | 2       | 0      | 4      |
| 8      | Italia             | 1   | 5       | 3      | 9      |
| 9      | Germania           | 1   | 3       | 0      | 4      |
| 10     | Isole Cayman       | 1   | 0       | 1      | 2      |
| 10     | Tunisia            | 1   | 0       | 1      | 2      |
| 12     | Hong Kong          | 1   | 0       | 0      | 1      |
| 12     | Lituania           | 1   | 0       | 0      | 1      |
| 12     | Spagna             | 1   | 0       | 0      | 1      |
| 15     | Francia            | 0   | 3       | 2      | 5      |
| 16     | Brasile            | 0   | 2       | 1      | 3      |
| 17     | Gran Bretagna      | 0   | 1       | 2      | 3      |
| 18     | Paesi Bassi        | 0   | 1       | 1      | 2      |
| 18     | Turchia            | 0   | 1       | 1      | 2      |
| 20     | Austria            | 0   | 1       | 0      | 1      |
| 21     | Polonia            | 0   | 0       | 5      | 5      |
| 22     | Neutral Athletes A | 0   | 0       | 2      | 2      |
| 23     | Belgio             | 0   | 0       | 1      | 1      |
| 23     | Estonia            | 0   | 0       | 1      | 1      |
| 23     | Irlanda            | 0   | 0       | 1      | 1      |
| 23     | Giappone           | 0   | 0       | 1      | 1      |
| Totale | Totale             | 45  | 47      | 43     | 135    |

## Podi

### Uomini
| Evento                          | Oro | Tempo    | Argento                                                                                               | Tempo    | Bronzo | Tempo    |
| Stile libero                    | |          | |          | |          |
| 50 m (dettagli)                 | Jordan Crooks | 20"19    | Guilherme Santos                                                                                      | 20"57    | Jack Alexy | 20"61    |
| 100 m (dettagli)                | Jack Alexy | 45"38    | Guilherme Santos                                                                                      | 45"47    | Jordan Crooks | 45"48    |
| 200 m (dettagli)                | Luke Hobson | 1'38"61  | Maximillian Giuliani                                                                                  | 1'40"36  | Lucas Henveaux | 1'41"13  |
| 400 m (dettagli)                | Elijah Winnington | 3'35"89  | Carson Foster Kieran Smith                                                                            | 3'36"31  | Non assegnata. |          |
| 800 m (dettagli)                | Zalán Sárkány | 7'30"56  | Florian Wellbrock                                                                                     | 7'31"90  | Ahmed Jaouadi | 7'31"91  |
| 1500 m (dettagli)               | Ahmed Jaouadi | 14'16"40 | Florian Wellbrock                                                                                     | 14'17"27 | Kuzey Tunçelli | 14'20"64 |
| Dorso                           | |          | |          | |          |
| 50 m (dettagli)                 | Miron Lifincev | 22"47    | Isaac Cooper                                                                                          | 22"49    | Shane Ryan | 22"56    |
| 100 m (dettagli)                | Miron Lifincev | 48"76    | Hubert Kós                                                                                            | 48"79    | Kacper Stokowski | 49"16    |
| 200 m (dettagli)                | Hubert Kós | 1'45"65  | Lorenzo Mora                                                                                          | 1'48"96  | Mewen Tomac | 1'49"93  |
| Rana                            | |          | |          | |          |
| 50 m (dettagli)                 | Qin Haiyang | 25"42    | Kirill Prigoda Emre Sakçı                                                                             | 25"56    | Non assegnata. |          |
| 100 m (dettagli)                | Qin Haiyang | 55"47    | Kirill Prigoda                                                                                        | 55"49    | Il'ja Šymanovič | 55"60    |
| 200 m (dettagli)                | Carles Coll Martí | 2'01"55  | Kirill Prigoda                                                                                        | 2'01"88  | Yamato Fukasawa | 2'02"01  |
| Farfalla                        | |          | |          | |          |
| 50 m (dettagli)                 | Noè Ponti | 21"32    | Ilya Kharun                                                                                           | 21"67    | Nyls Korstanje | 21"68    |
| 100 m (dettagli)                | Noè Ponti | 47"71    | Maxime Grousset                                                                                       | 48"57    | Matthew Temple | 48"71    |
| 200 m (dettagli)                | Ilya Kharun | 1'48"24  | Alberto Razzetti                                                                                      | 1'48"64  | Krzysztof Chmielewski | 1'49"26  |
| Misti                           | |          | |          | |          |
| 100 m (dettagli)                | Noè Ponti | 50"33    | Bernhard Reitshammer                                                                                  | 51"11    | Caio Pumputis | 51"35    |
| 200 m (dettagli)                | Shaine Casas | 1'49"51  | Alberto Razzetti                                                                                      | 1'50"88  | Finlay Knox | 1'52"24  |
| 400 m (dettagli)                | Il'ja Borodin | 3'56"83  | Carson Foster                                                                                         | 3'57"45  | Alberto Razzetti | 3'58"83  |
| Staffette                       | |          | |          | |          |
| 4x100 m stile libero (dettagli) | Stati Uniti Jack Alexy Luke Hobson Kieran Smith Chris Guiliano Trenton Julian*                                                        | 3'01"66  | Italia Alessandro Miressi Leonardo Deplano Lorenzo Zazzeri Manuel Frigo                               | 3'03"65  | Polonia Kamil Sieradzki Jakub Majerski Ksawery Masiuk Kacper Stokowski Piotr Ludwiczak*                                  | 3'04"46  |
| 4x200 m stile libero (dettagli) | Stati Uniti Luke Hobson Carson Foster Shaine Casas Kieran Smith Trenton Julian* Daniel Matheson*                                      | 6'40"51  | Australia Maximillian Giuliani Edward Sommerville Harrison Turner Elijah Winnington David Schlicht*   | 6'45"54  | Italia Filippo Megli Manuel Frigo Carlos D'Ambrosio Alberto Razzetti Davide Dalla Costa* Alessandro Ragaini*             | 6'46"51  |
| 4x100 m misti (dettagli)        | Neutral Athletes B Miron Lifincev Kirill Prigoda Andrei Minakov Egor Kornev Pavel Samusenko* Aleksandr Zhigalov* Dmitrii Zhavoronkov* | 3'18"68  | Stati Uniti Shaine Casas Michael Andrew Dare Rose Jack Alexy AJ Pouch* Zach Harting* Harrison Turner* | 3'19"03  | Italia Lorenzo Mora Ludovico Viberti Michele Busa Alessandro Miressi Christian Bacico* Simone Cerasuolo* Simone Stefanì* | 3'19"91  |

Nota: * indica i nuotatori che hanno gareggiato solamente in batteria.

### Donne
| Evento                          | Oro | Tempo    | Argento                                                                                     | Tempo    | Bronzo                                                                                                | Tempo    |
| Stile libero                    | |          |                                                                                             |          | |          |
| 50 m (dettagli)                 | Gretchen Walsh | 22"83    | Kate Douglass                                                                               | 23"05    | Katarzyna Wasick                                                                                      | 23"37    |
| 100 m (dettagli)                | Gretchen Walsh | 50"31    | Beryl Gastaldello                                                                           | 50"63    | Kate Douglass                                                                                         | 50"73    |
| 200 m (dettagli)                | Siobhan Haughey | 1'50"62  | Mary-Sophie Harvey                                                                          | 1'51"49  | Claire Weinstein                                                                                      | 1'51"62  |
| 400 m (dettagli)                | Summer McIntosh | 3'50"25  | Lani Pallister                                                                              | 3'53"73  | Mary-Sophie Harvey                                                                                    | 3'54"88  |
| 800 m (dettagli)                | Lani Pallister | 8'01"95  | Isabel Marie Gose                                                                           | 8'05"42  | Katie Grimes                                                                                          | 8'05"90  |
| 1500 m (dettagli)               | Isabel Marie Gose | 15'24"69 | Simona Quadarella                                                                           | 15'30"14 | Jillian Cox                                                                                           | 15'41"29 |
| Dorso                           | |          |                                                                                             |          | |          |
| 50 m (dettagli)                 | Regan Smith | 25"23    | Katharine Berkoff                                                                           | 25"61    | Kylie Masse                                                                                           | 25"78    |
| 100 m (dettagli)                | Regan Smith | 54"55    | Katharine Berkoff                                                                           | 54"93    | Ingrid Wilm                                                                                           | 55"75    |
| 200 m (dettagli)                | Regan Smith | 1'58"04  | Summer McIntosh                                                                             | 1'59"96  | Anastasija Škurdaj                                                                                    | 2'00"56  |
| Rana                            | |          |                                                                                             |          | |          |
| 50 m (dettagli)                 | Rūta Meilutytė | 28"54    | Tang Qianting                                                                               | 28"86    | Lilly King                                                                                            | 28"91    |
| 100 m (dettagli)                | Tang Qianting | 1'02"38  | Lilly King                                                                                  | 1'02"80  | Eneli Jefimova                                                                                        | 1'03"25  |
| 200 m (dettagli)                | Kate Douglass | 2'12"50  | Evgenija Čikunova                                                                           | 2'15"14  | Alexandra Walsh                                                                                       | 2'16"83  |
| Farfalla                        | |          |                                                                                             |          | |          |
| 50 m (dettagli)                 | Gretchen Walsh | 24"01    | Beryl Gastaldello                                                                           | 24"43    | Alexandria Perkins                                                                                    | 24"68    |
| 100 m (dettagli)                | Gretchen Walsh | 52"71    | Tessa Giele                                                                                 | 54"66    | Alexandria Perkins                                                                                    | 55"10    |
| 200 m (dettagli)                | Summer McIntosh | 1'59"32  | Regan Smith                                                                                 | 2'01"00  | Elizabeth Dekkers                                                                                     | 2'02"91  |
| Misti                           | |          |                                                                                             |          | |          |
| 100 m (dettagli)                | Gretchen Walsh | 55"11    | Kate Douglass                                                                               | 56"49    | Beryl Gastaldello                                                                                     | 56"67    |
| 200 m (dettagli)                | Kate Douglass | 2'01"63  | Alexandra Walsh                                                                             | 2'02"65  | Abbie Wood                                                                                            | 2'02"75  |
| 400 m (dettagli)                | Summer McIntosh | 4'15"48  | Katie Grimes                                                                                | 4'20"14  | Abbie Wood                                                                                            | 4'24"34  |
| Staffette                       | |          |                                                                                             |          | |          |
| 4x100 m stile libero (dettagli) | Stati Uniti Kate Douglass Katharine Berkoff Alex Shackell Gretchen Walsh Phoebe Bacon* Jillian Cox*                            | 3'25"01  | Australia Meg Harris Milla Jansen Alexandria Perkins Lani Pallister Lily Price* Leah Neale* | 3'28"25  | Canada Mary-Sophie Harvey Summer McIntosh Ingrid Wilm Penny Oleksiak Sydney Pickrem* Alexanne Lepage* | 3'28"44  |
| 4x200 m stile libero (dettagli) | Stati Uniti Alexandra Walsh Paige Madden Katie Grimes Claire Weinstein Phoebe Bacon* Lilla Bognar*                             | 7'30"13  | Ungheria Nikolett Pádár Panna Ugrai Dóra Molnár Lilla Minna Ábrahám                         | 7'33"39  | Australia Leah Neale Elizabeth Dekkers Milla Jansen Lani Pallister Tara Kinder*                       | 7'33"60  |
| 4x100 m misti (dettagli)        | Stati Uniti Regan Smith Lilly King Gretchen Walsh Kate Douglass Katharine Berkoff* Emma Weber* Alex Shackell* Alexandra Walsh* | 3'40"41  | Gran Bretagna Abbie Wood Angharad Evans Eva Okaro Freya Anderson                            | 3'47"84  | Cina Qian Xinan Tang Qianting Chen Luying Liu Shuhan                                                  | 3'47"93  |

Nota: * indica i nuotatori che hanno gareggiato solamente in batteria.

### Misto
| Evento                         | Oro | Tempo   | Argento                                                                                        | Tempo   | Bronzo | Tempo   |
| Stile libero                   | |         |                                                                                                |         | |         |
| 4x50 m stile libero (dettagli) | Italia Leonardo Deplano Alessandro Miressi Silvia Di Pietro Sara Curtis Lorenzo Zazzeri*                                             | 1'28"50 | Canada Ilya Kharun Yuri Kisil Ingrid Wilm Mary-Sophie Harvey Finlay Knox* Penny Oleksiak*      | 1'28"60 | Polonia Piotr Ludwiczak Kamil Sieradzki Kornelia Fiedkiewicz Katarzyna Wasick                                   | 1'28"80 |
| 4x50 m misti (dettagli)        | Neutral Athletes B Miron Lifincev Kirill Prigoda Arina Surkova Daria Trofimova Pavel Samusenko* Oleg Kostin* Daria Klepikova*        | 1'35"36 | Canada Kylie Masse Finlay Knox Ilya Kharun Ingrid Wilm                                         | 1'35"94 | Stati Uniti Shaine Casas Michael Andrew Regan Smith Katharine Berkoff AJ Pouch* Alex Shackell* Alexandra Walsh* | 1'36"20 |
| 4x100 m misti (dettagli)       | Neutral Athletes B Miron Lifincev Kirill Prigoda Arina Surkova Daria Klepikova Pavel Samusenko* Alexander Zhigalov* Daria Trofimova* | 3'30"47 | Stati Uniti Regan Smith Lilly King Dare Rose Jack Alexy Shaine Casas* AJ Pouch* Alex Shackell* | 3'30"55 | Canada Ingrid Wilm Finlay Knox Ilya Kharun Mary-Sophie Harvey Blake Tierney* Sophie Angus* Penny Oleksiak*      | 3'31"97 |